# Cayres
Cayres település Franciaországban, Haute-Loire megyében. Lakosainak száma 687 fő (2022. január 1.). Cayres Le Bouchet-Saint-Nicolas, Le Brignon, Costaros, Landos, Ouides, Saint-Christophe-sur-Dolaizon, Saint-Jean-Lachalm, Séneujols és Solignac-sur-Loire községekkel határos.

## Népesség
A település népességének változása:
| Lakosok száma | 699  | 589  | 511  | 700  | 713  | 728  | 729  | 710  | 700  | 687  |
|               | 1968 | 1982 | 1990 | 2006 | 2013 | 2015 | 2017 | 2019 | 2020 | 2022 |